# 112 (număr)
112 (o sută doisprezece sau o sută douăsprezece) este un număr natural precedat de 111 și urmat de 113.

## În matematică
112:
- Este un număr abundent.[1]

112 este latura celui mai mic pătrat care poate fi format cu pătrate distincte ca părți întregi

- Este un număr semiperfect (pseudoperfect).[2][3]
- Este un număr Erdős-Woods.[4]
- Este un număr practic.[5][6]
- Este un număr harshad în baza 10.[7]
- Este un număr Loeschian deoarece este de forma x2 + xy + y2, unde x și y sunt două numere întregi.[8]
- Este un număr rotund.[9][10]
- Este latura celui mai mic pătrat care poate fi format cu pătrate distincte ca părți întregi (vezi imaginea).
- Este un număr heptagonal.[11]
- Este suma a șase numere prime consecutive (11 + 13 + 17 + 19 + 23 + 29).

## În știință
Este numărul atomic al coperniciului (numit anterior ununbiu).

## În religie
- Numărul de fii ai lui Iora, la recensământul israeliților care s-au întors din robie în Israel, conform Ezra 2:18.
- 112 este numărul de surate al-Ikhlas din Coran.

## În alte domenii
- 112 (număr de telefon de urgență), utilizat în Uniunea Europeană, Rusia, India și alte țări
- 112 este secțiunea codului penal care se ocupă de lese majesté în Thailanda